# Кызайбай, Назым Абайкызы
Назым Абайкызы Кызайбай (каз. Назым Абайқызы Қызайбай; род. 14 сентября 1993, Алатау) — казахстанская боксёрша. Бронзовый призёр Олимпийских игр 2024 года, трёхкратная чемпионка мира (2014, 2016, 2025), чемпионка Азии (2021), 14 чемпионка Казахстана (2009, 2010, 2011, 2013, 2014, 2016, 2017).

## Биография
Назым Кызайбай родилась 14 сентября 1993 года в селе Жетыген Алматинской области. Третья в семье.

## Бокс
Назым Кызайбай выиграла золото в турнире, который проходил в Южной Корее в 2014 году, и стала чемпионкой мира. В юниорском чемпионате завоевала бронзу; выиграла 3-почетное место на турнире, проходившем в Китае.
Мастер спорта Республики Казахстан международного класса. Заслуженный мастер спорта Республики Казахстан (2016).
На Олимпийских играх в Париже Назым Кызайбай начала свой путь с 1/16 финала, где одержала уверенную победу над представительницей Италии Д. Соррентино со счетом 4-1. В 1/8 финала она продолжила свой триумф, разгромив бразильскую боксершу Барбозу де Алмейда со счетом 5-0.
В четвертьфинале Назым встретилась с сильной соперницей из Колумбии Ингрит Валенсией, которую она победила со счетом 4-1, обеспечив себе место в полуфинале. В полуфинальной схватке Назым сразилась с китаянкой Ю. У, но уступила ей со счетом 1-4.
Таким образом, Назым Кызайбай завоевала заслуженную бронзовую медаль Олимпиады, продемонстрировав выдающиеся навыки и боевой дух на этом престижном соревновании.

## Хобби
Рисование, игра в футбол.

## Награды
- Орден «Курмет» (14 августа 2024 года) — за высокие спортивные достижения на ХХХIII летних Олимпийских играх, прошедших в городе Париже[2]
- Почётный знак «За заслуги в развитии физической культуры, спорта и туризма» (26 ноября 2015 года, Межпарламентская ассамблея СНГ) — за значительный вклад в развитие физической культуры, спорта и туризма в государствах — участниках Содружества Независимых Государств, реализацию идей сотрудничества в сфере физической культуры, спорта и туризма[3]